# 阪神3561・3061形電車
阪神3561・3061形電車（はんしん3561・3061がたでんしゃ）は、阪神電気鉄道が1964年に特急車の3011形を改造して登場した急行系車両の形式である。

## 概要
1954年に特急用の大型高性能車として登場したクロスシート・流線型車体の3011形は、その後の輸送需要の変化によってロングシート・前面貫通式への改造を行い、急行用車両として共通運用されることとなった。これに伴って1964年に行われた改造・改番により登場したのが3561・3061形である。
種車の3011形は全電動車でMc-M-Mcの3両編成が5本の計15両であったが、改造後は先頭車と中間車によるMc-MまたはM-Mcの2両ユニットが6本、先頭車同士のMc-Mcの2両ユニットが1本の計14両となった。形式もMc車が3561形、M車が3061形となった。余剰となった1両は電装解除・3扉化され7901形7922となった。

## 改造内容
先頭車10両のうち8両が貫通化改造を受け3561形に、中間車5両は3061形となり、不足する中間車1両は先頭車から中間車への改造で補われた。両数は先頭車が3561形3561 - 3568の8両、中間車が3061形3061 - 3066の6両で合計14両となり、余剰となった1両である3021は7801・7901形に編入されている。
先頭車の3561形は大阪向きと神戸向きがそれぞれ4両改造された。中間車は、先頭車の3052を中間車化改造した3061と、既存の5両を改番した3062 - 3066からなる3061形となった。

### 車体
先頭車の前面は流線形から貫通扉付の平妻3枚窓となり、中間車も他形式と併結する側の連結面は貫通路が狭幅化された。塗装も上半分がクリーム、下半分が朱色の赤胴車標準色となった。車内は2扉のままながらロングシートに改造された。妻面の曲面窓も他車と同じ通常の平面窓になった。強制換気装置は撤去されて7801・7901形と同じくグローブ形の通風器に変更された。
中間車のうち3061は先頭車の3052を中間車化改造したもので、側面窓配置は2D7D1（旧運転台部分の窓はRのない形状（7922の当該箇所と同様）で、保護棒も未設置）、車体長は19,100 mmとなった。従来からの中間車である3062以降は車体長が18,150 mmとなっている。

### 主要機器
架線電圧1,500Vへの昇圧対応のため2両ユニット化され、3561形と3061形の2両固定が6本、3561形同士の2両固定が1本 (3567 - 3568) となった。600 Vの場合は従来同様に各車4個の主電動機を直並列制御するが、1,500 Vでは2両を直列接続して制御する「おしどり方式」が採用されている。旧3041Fで使用していた東芝TT-6台車、SE-516主電動機を、予備品および3021の電装解除品を活用して、旧3042の3568以外の全車は台車住友FS-202、主電動機は東洋TDK-858-Bに換装した。
制御器は昇圧対応型の東芝PE-15Bに換装されたほか、制動装置もAR-DからHSC-Dに換装された。HSC-Dはブレーキハンドルの角度で制動力を調整するセルフラップ機構を有しており、阪神では普通用5001形（初代）や急行用3301形・3501形から採用されている。機器類の標準化により、他の赤胴車との併結が可能となった。
連結器はNB形連結器の使用を取りやめ、ユニット両端部がバンドン式連結器、同一ユニット間は切り離しを考慮しない棒連結器となった。

## 編成組成
改造後の編成は以下の通り。()内は旧番号を示す。
| ← 梅田三宮・元町 → |             |
| Mc                 | M           |
| 3561 (3051)        | 3061 (3052) |
| 3563 (3031)        | 3063 (3043) |
| 3565 (3011)        | 3065 (3053) |
| M                  | Mc          |
| 3062 (3023)        | 3562 (3022) |
| 3064 (3033)        | 3564 (3032) |
| 3066 (3013)        | 3566 (3012) |
| Mc                 | Mc          |
| 3567 (3041)        | 3568 (3042) |

## 以降の改造工事

### 昇圧改造
1967年11月の架線電圧の1500Vへの昇圧に伴う改造で、3561・3061形は「おしどり方式」による2両ユニットとなった。3567を除く大阪向きの車両（3561・3563・3565と3062・3064・3066）のパンタグラフ撤去改造が実施され、3567 - 3568以外はパンタグラフは2両で1基搭載となった。同時にATSの設置が行われた。
1968年には住友製のFS-206台車を新造して3063に装着させ、3063のFS-202を3568に換装して、同車が装着していたTT-6を救援車155に転用した。

### 3扉化・ラインデリア化改造
1969年から1971年にかけて、3扉化改造が実施された。同時に通風装置もラインデリアになり、車内は扇風機が撤去されて屋根上にはモニター屋根が設けられた。この際に客室側窓はユニット式に改造され、側面窓配置は先頭車d1D3D3D1、中間車は2D3D3D1、3062以降が1D3D3D1となった。
電動車ユニットも主制御器1台で8個の主電動機を制御する1C8MのMM'ユニット方式に改造され、主制御器は東芝製のPE-15BHに換装された。

### 冷房化改造
冷房改造は1974年から1975年にかけて実施された。他形式同様分散式MAU-13Hを神戸向き車には6個、大阪向き車には7個搭載し、パンタグラフは冷房装置搭載場所の確保のため下枠交差式になった。同時に3567はパンタグラフを撤去した。
冷房化の直後より列車無線装置がVHF方式に改造され、先頭車前頭部にアンテナが設置された。続いて車外放送装置の設置が行われ、車体側面に車外スピーカーが設けられた。種別・行先表示器は設置されなかった。

## 運用
改造後の運用は、本形式だけで4連を組むこともあったほか、2連単位で他形式の増結車に充当されることもあった。西九条 - 元町間の西大阪線特急（通称「N特」）での運用も存在した。阪神の部内では「マルカイ」（丸形車の改造）と呼ばれた。1968年4月7日の神戸高速鉄道開業後は3561・3061形も山陽電気鉄道の須磨浦公園駅まで乗り入れるようになった。
3561・3061形は全長の長い3061号を含むユニットや3567・3568の2両ユニットが編成に組み込まれると編成長が伸びることから、運転や検修の際に注意が求められていた。冷房化改造後は重量増加や老朽化のため発電ブレーキの使用が停止され、発電ブレーキを装備しない7000番台各形式と同様に扱われたとされている。
登場から30年経過した3561・3061形は、老朽化のため1984年より廃車が開始され、8000系により代替が進められた。1985年までに2両ユニットの3567・3568を除いて廃車され、本線での運用は消滅した。
残った3567・3568の2両は、西大阪線（現・阪神なんば線）で運用されていた。この編成は青木駅で乗客（児童）が通過列車の風圧により転倒死する事故が発生した際の当事車両だったこと（最終期の西大阪特急で運用されていた際に発生した事故）から、その裁判資料（証拠品）とされたものである。
1989年9月にさよなら運転が実施され、3567・3568に7801・7901形を併結した6両編成による本線での特急運転が行われた。この最後の2両も同年11月29日付で廃車となり、3561形は形式消滅した。譲渡および保存車両は7901形7922への改造車を含めても存在しない。